# Mylothris alberici
Mylothris alberici är en fjärilsart som beskrevs av Abel Dufrane 1940. Mylothris alberici ingår i släktet Mylothris och familjen vitfjärilar. Inga underarter finns listade i Catalogue of Life.